# Haß
Haß er en tysk stumfilm fra 1920 af Manfred Noa.

## Medvirkende
- Tzwetta Tzatschewa
- Ernst Deutsch
- Rudolf Lettinger
- Loo Hardy
- Sent Mahesa
- Henri Peters-Arnolds